# Lejeunea catanduana
Lejeunea catanduana là một loài Rêu trong họ Lejeuneaceae. Loài này được (Stephani) H.A. Mill., H. Whittier & B. Whittier mô tả khoa học đầu tiên năm 1967.